# Bismarckturm (Vlotho)

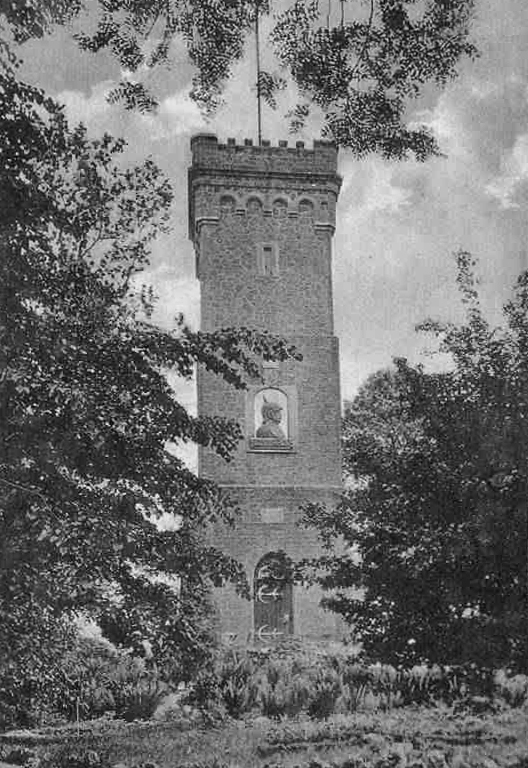
Bismarckturm Vlotho um 1910

Der Bismarckturm in Vlotho war ein zwischen 1902 und 1903 erbauter Gedenkturm in der ostwestfälischen Stadt Vlotho auf dem Amtshausberg, dem südöstlichen Bereich der Ebenöde. Der auf dem Gelände der Burgruine Vlotho errichtete Turm wurde 1939 abgerissen.

## Geschichte
Der Initiator zum Bau des Vlothoer Bismarckturmes war der Kaufmann L. Wehrmann (Jr.). Ein 1898 gegründetes Bismarckturm-Komitee sammelte Spenden für den Bau des Turmes. Die Restkosten wurden von der Stadt Vlotho übernommen. Als Turmstandort wurde die Burgruine Vlotho auf dem Amtshausberg ausgewählt und am 20. Dezember 1902 der Grundstein gelegt.
Für den Entwurf und die Bauausführung des Vlothoer Bismarckturmes war der Baugewerksmeister Wilhelm Krieger verantwortlich. Als Baumaterial dienten Ziegelsteine und Weserbruchsteine aus Steinbrüchen der Umgebung. Am 10. September 1903 wurde der Turm feierlich eingeweiht.
Der Turm hatte bei einer Höhe von etwa 18 m einen quadratischen Grundriss. Der Bismarckturm stand auf einer mit Tuffstein eingefassten Terrasse und gliederte sich in drei jeweils etwa sechs Meter hohe Elemente. Auf mittlerer Turmhöhe war ein bronzenes Abbild Bismarcks vom Berliner Bildhauer Arnold Künne und die Inschrift „Bismarck“ angebracht. Über dem Relief Bismarcks war außerdem eine Krone am Turm befestigt.
1936 hatte der Kreis Herford die Ebenöde übernommen. Es begannen umfangreiche archäologische Ausgrabungsarbeiten auf dem Gelände der Burgruine Vlotho. Während dieser Ausgrabungen wurde der Turm 1939 abgerissen.  Das Bronzerelief des Turmes ist erhalten und im Besitz des Heimatvereins Vlotho.